# アエロ・モンゴリア

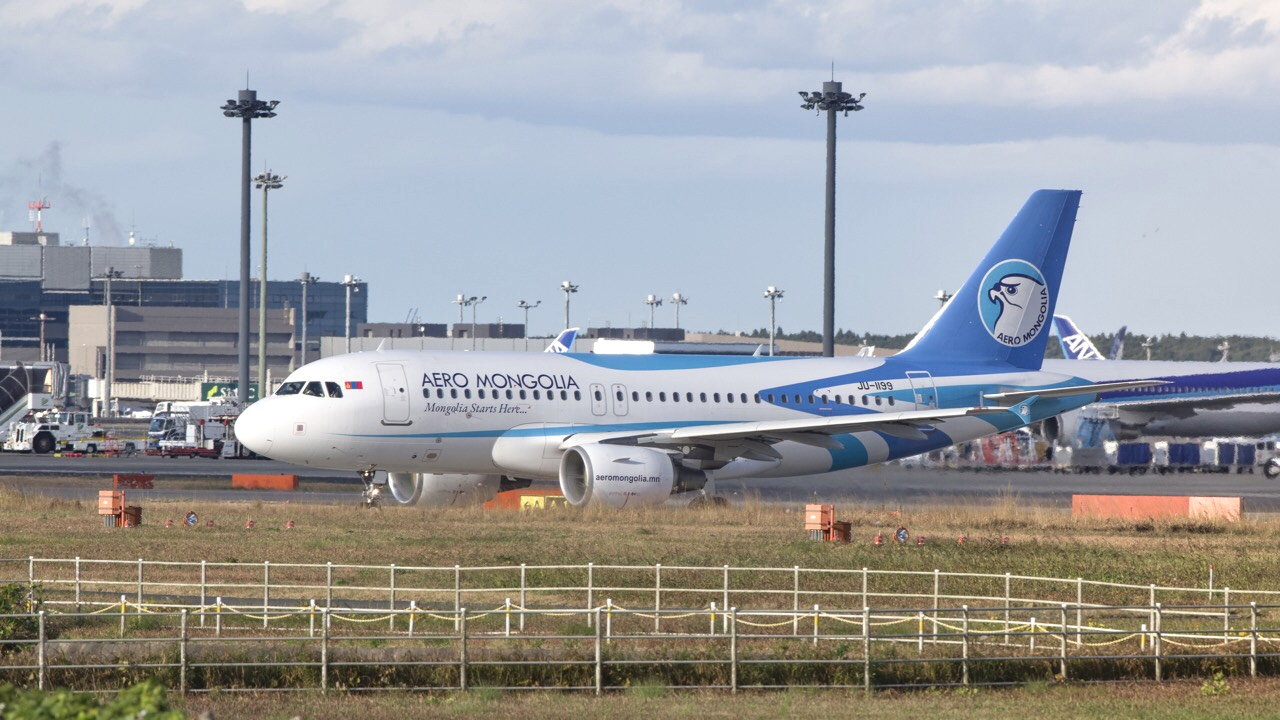
アエロ・モンゴリアのエアバスA319

アエロ・モンゴリア航空（モンゴル語: Аэро Монголиа, 英語: Aero Mongolia）は、モンゴルの民間航空会社である。2001年に設立され、2002年10月に航空運送事業運営許可を取得し、その翌年5月に運航を開始した。 
モンゴルの他の航空会社には、MIATモンゴル航空もあり、アエロ・モンゴリア航空は、ナショナル・フラッグ・キャリアではない。。アエロ・モンゴリア航空は、国内線9路線と、国際線は、イルクーツクやフフホトなど、複数の就航路線がある。

## 歴史
アエロ・モンゴリア航空は、2001年9月に創業し、最初の国内線就航は、2003年5月25日である。 
2023年、モンゴルなどを舞台にしたドラマ、TBS系日曜劇場「VIVANT」の撮影に全面協力。アエロモンゴリアは、保有するA319(登録番号:JU-1199)を貸し出して格納庫や機内での撮影を敢行した。 

## 就航都市
- モンゴル: ウランバートル、ダルンザドガド、ハンボグド、ウリヤスタイ、ホブド、ウルギー
- 中華人民共和国: フフホト
- 日本 : 東京/成田
- 大韓民国: ソウル/仁川

## 日本との関係

### 日本への運航便
| 便名        | 路線           | 路線      | 機材             |
| ----------- | -------------- | --------- | ---------------- |
| M0901/M0902 | ウランバートル | 東京/成田 | エアバスA319-100 |

成田空港では、ターミナル1北ウイングを使用している。

### 日本との歴史
同社は、羽田または成田、関西、福岡への就航計画を明らかにしている。
- 2021年6月17日、エアバスA319が関西国際空港に飛来した。航空局はテクニカル・ランディングの扱いとしている。
- 2022年1月4日、東京/成田-ウランバートル線に就航[5][6]。

## 使用機材
2025年5月現在
| 機種                   | 保有数 | 発注数 | 座席数 | 座席数 | 座席数 | 備考 |
| 機種                   | 保有数 | 発注数 | C      | Y      | 計     | 備考 |
| ---------------------- | ------ | ------ | ------ | ------ | ------ | ---- |
| エアバスA319-100       | 2      | —      | —      | 143    | 143    |      |
| エンブラエル ERJ 145LR | 2      | —      | —      | 50     | 50     |      |
| 計                     | 4      | ―      |        |        |        |      |